# Atractaspidinae
Atractaspidinae – podrodzina węży z rodziny gleboryjcowatych (Atractaspididae).

## Rozmieszczenie geograficzne
Podrodzina obejmuje gatunki występujące w Afryce i na Bliskim Wschodzie. 

## Systematyka

### Podział systematyczny
Do podrodziny należą następujące rodzaje: 
- Atractaspis Smith, 1849
- Homoroselaps Jan, 1858